# شمعون دوتان
شمعون دوتان (بالعبرية: שמעון דותן‏) (و. 1949  م) هو مخرج أفلام، وكاتب سيناريو، ومنتج أفلام إسرائيلي.

## التعليم
تعلم في جامعة تل أبيب
.

## جوائز
حصل على جوائز منها:

زمالة غوغنهايم

## وصلات خارجية
- شمعون دوتان على موقع IMDb (الإنجليزية)
- شمعون دوتان على موقع ألو سيني (الفرنسية)
- شمعون دوتان على موقع أول موفي (الإنجليزية)
- شمعون دوتان على موقع قاعدة بيانات الأفلام السويدية (السويدية)
- شمعون دوتان على موقع قاعدة بيانات الفيلم (الإنجليزية)
- شمعون دوتان على موقع كينوبويسك (الروسية)